# Liste der Nummer-eins-Hits in Finnland (1998)
Diese Liste enthält alle Nummer-eins-Hits in Finnland im Jahr 1998. Es gab in diesem Jahr zwölf Nummer-eins-Singles und 19 Nummer-eins-Alben.
| Singles | Alben |
| --- | --- |
| - Neljä Baritonia – Pop-musiikia - 8 Wochen (20. Dezember 1997 – 13. Februar 1998) - Madonna – Frozen - 1 Woche (14. Februar – 20. Februar) - Céline Dion – My Heart Will Go On - 1 Woche (21. Februar – 27. Februar) - Run-D.M.C. vs. Jason Nevins – It’s Like That - 1 Woche (28. Februar – 6. März, insgesamt 6 Wochen) - Metallica – The Unforgiven II - 1 Woche (7. März – 13. März) - Run-D.M.C. vs. Jason Nevins – It’s Like That - 5 Wochen (14. März – 17. April, insgesamt 6 Wochen) - Run-D.M.C. vs. Jason Nevins – (It’s) Tricky - 1 Woche (18. April – 24. April) - Children of Bodom – Children of Bodom - 8 Wochen (25. April – 19. Juni) - Apulanta – Teit meistä kauniin - 13 Wochen (20. Juni – 18. September, insgesamt 19 Wochen) - Tehosekoitin – Pilltä Elli pillitä - 1 Woche (19. September – 25. September) - Apulanta – Teit meistä kauniin - 6 Wochen (26. September – 6. November, insgesamt 19 Wochen) - Tehosekoitin – Pakko päästä pois - 2 Wochen (7. November – 20. November) - E-Type – Here I Go Again - 2 Wochen (21. November – 4. Dezember) - Marita Taavitsainen – Mistä joulupukki tunnetaan - 4 Wochen (5. Dezember 1998 – 1. Januar 1999) | - Era – Era - 3 Wochen (20. Dezember 1997 – 9. Januar 1998, insgesamt 4 Wochen) - Daze – Super Heroes - 1 Woche (10. Januar – 16. Januar) - Era – Era - 1 Woche (17. Januar – 23. Januar, insgesamt 4 Wochen) - Apulanta – Singlet 1993 - 1997 - 3 Wochen (24. Januar – 13. Februar) - Titanic: Music from the Motion Picture (Soundtrack) - 1 Woche (14. Februar – 20. Februar, insgesamt 2 Wochen) - Céline Dion – Let’s Talk About Love - 1 Woche (21. Februar – 27. Februar) - Titanic: Music from the Motion Picture (Soundtrack) - 1 Woche (28. Februar – 6. März, insgesamt 2 Wochen) - Madonna – Ray of Light - 3 Wochen (7. März – 27. März) - Ismo Alanko Säätio – Pulu - 1 Woche (28. März – 3. April) - J. Karjalainen – Laura Häkkisen silmät - 5 Wochen (4. April – 8. Mai, insgesamt 6 Wochen) - Kaija Koo – Operaatio Jalokivimeri - 2 Wochen (9. Mai – 22. Mai) - J. Karjalainen – Laura Häkkisen silmät - 1 Woche (23. Mai – 29. Mai, insgesamt 6 Wochen) - Modern Talking – Back for Good - 10 Wochen (30. Mai – 7. August) - Scooter – No Time to Chill - 6 Wochen (8. August – 18. September) - Manic Street Preachers – This Is My Truth Tell Me Yours - 2 Wochen (19. September – 2. Oktober) - Stratovarius – Destiny - 2 Wochen (3. Oktober – 16. Oktober) - Phil Collins – ...Hits - 1 Woche (17. Oktober – 23. Oktober) - CMX – Vainajala - 2 Wochen (24. Oktober – 6. November) - Dire Straits – Sultans of Swing – The Very Best Of - 2 Wochen (7. November – 20. November) - Apulanta – Aivan kuin kaikki muutkin - 1 Woche (21. November – 27. November, insgesamt 2 Wochen -> 2022) - Metallica – Garage Inc. - 1 Woche (28. November – 4. Dezember) - E-Type – Last Man Standing - 6 Wochen (5. Dezember 1998 – 8. Januar 1999) |